# ملیسا جرج
ملیسا سوزان جرج (به انگلیسی: Melissa Suzanne George) (زاده ۶ اوت ۱۹۷۶) بازیگر استرالیایی-آمریکایی است.

## گزیده فیلم‌شناسی

### سینما
- شهر تاریک (۱۹۹۸)
- شکر و ادویه (۲۰۰۱)
- جاده مالهالند (۲۰۰۱)
- مرگ بر عشق (۲۰۰۳)
- خرابکاری (۲۰۰۵)
- وحشت در آمیتی‌ویل (۲۰۰۵)
- گردشگران (۲۰۰۶)
- ۳۰ روز شب (۲۰۰۷)
- دابلیو. دلتا. زد (۲۰۰۷)
- مثلث (۲۰۰۹)
- جایی پرت برای مردن (۲۰۱۱)
- تاب خوردن با فینکل‌ها (۲۰۱۱)

### تلویزیون

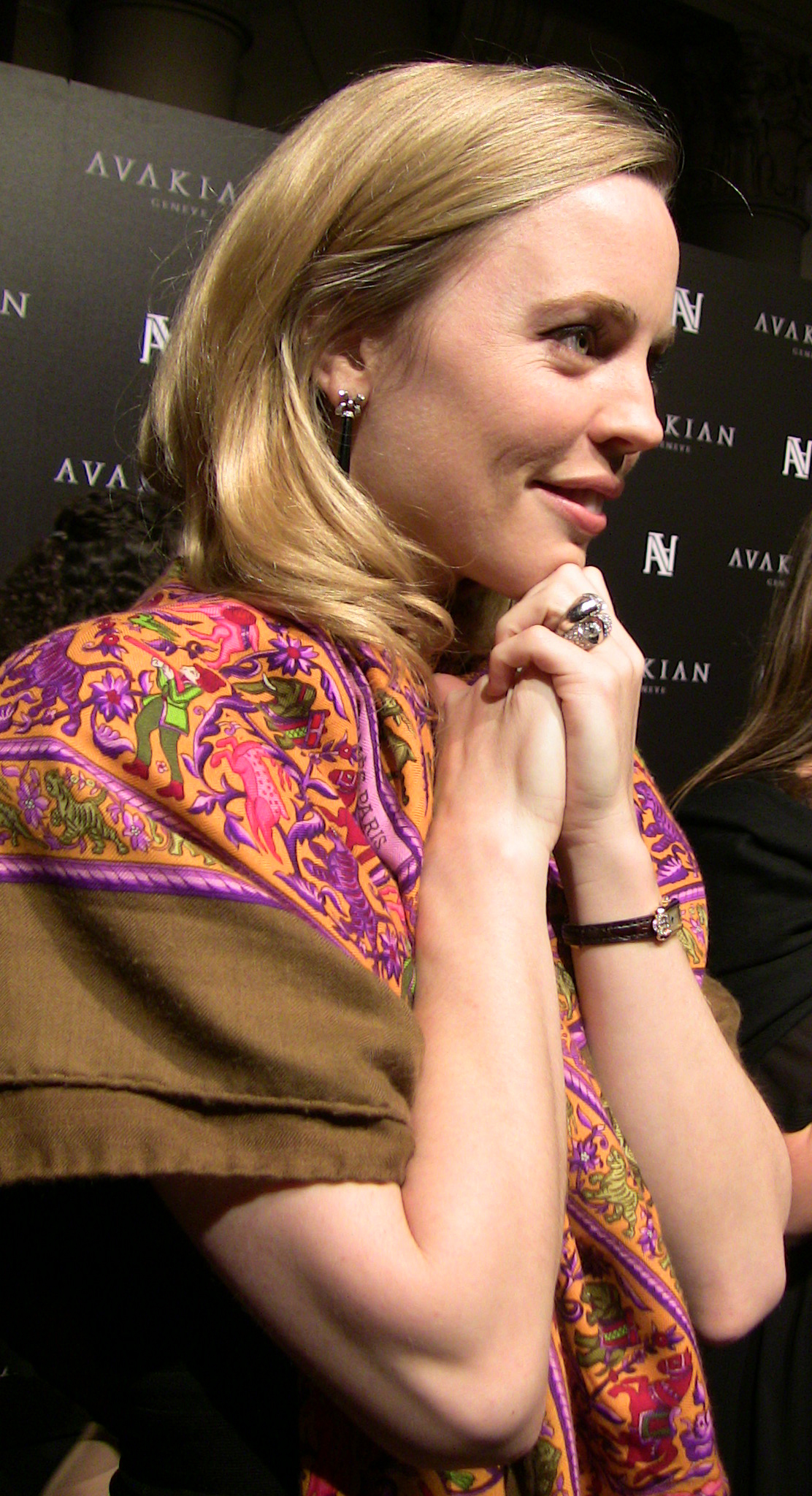
جرج در دسامبر ۲۰۰۸

- خانه و دوری (۹۶–۱۹۹۳)
- دوستان (۲۰۰۳)
- مانک (۲۰۰۳)
- افسون‌شده (۲۰۰۳)
- آلیاس (۰۴–۲۰۰۳)
- آناتومی گری (۰۹–۲۰۰۸)
- به من دروغ بگو (۲۰۱۰)
- همسر خوب (۱۴–۲۰۱۳)
- سیلی (۲۰۱۵)